# Bendo (Pare)
Bendo is een bestuurslaag in het regentschap Kediri van de provincie Oost-Java, Indonesië. Bendo telt 5917 inwoners (volkstelling 2010).